# Jean-François Tapray
Jean-François Tapray (né le 10 avril 1738 à Nomeny en Lorraine et mort le 18 décembre 1822 à Saint-Cyr-l'École) est un compositeur et musicien français.

## Biographie
Jean-François Tapray est le fils aîné d'une famille de musiciens qui compte de nombreux organistes réputés, formés dès leur plus jeune âge par leur père Jean, né en 1700 à Chaumont, fameux organiste des paroisses de Nomeny, Jussey (1740), Gray (1746), et Dole (1753). À Dole, le jeune Jean-François, au talent précoce, se fait entendre sur le grand orgue nouvellement construit par Charles-Joseph Riepp, à la collégiale Notre-Dame de Dole. 
En 1754, Jean-François y est nommé organiste. Après de nombreux différends avec le chapitre, il rompt le contrat en 1759. Il s'installe à Besançon en 1765 avec son épouse. Il y inaugure, une fois encore, l'orgue de la cathédrale Saint-Jean de Besançon récemment construit par le même facteur, Charles-Joseph Riepp. En juin 1770, il est demandé en tant qu'expert à Langres à la suite des travaux effectués sur les orgues de l'église Saint-Pierre. En 1772, il obtient, recommandé par Monsieur Ethis, commissaire de guerres et membre associé de l'Académie des sciences de Besançon et, précédé de sa renommée, l'illustre charge de premier organiste titulaire des orgues de l'École royale militaire de Paris, dont il ne prend officiellement les fonctions qu'à la réception, en 1773, de l'orgue construit par Adrien Lépine.
Il assure cette fonction de 1773 à 1786, date à partir de laquelle il devient « pensionné du roi ». Au cours de ces treize années, l'organiste, en plus des fonctions de sa charge, donne des leçons de clavecin à des dames de la noblesse et de la haute bourgeoisie, ou à des enfants, telle la fille du compositeur André Grétry qui le tenait en grande estime en tant que « maître de la modulation ». À partir de 1773, Tapray s'enthousiasme pour le pianoforte ; il lui consacre une Méthode et lui destine ses dernières compositions.
En 1786, sa santé s'étant détériorée, il quitte ses fonctions. Il continue à exercer à examiner et à réparer des instruments, et à enseigner le clavecin. Il continue encore à diriger des concerts, y compris pendant la période révolutionnaire. Sa première biographie, qui date de 1811, n'indique pas clairement s'il est toujours vivant. Il ne figure pas sur l'acte de décès de sa sœur Claude-Antoinette, de 1815, à Fontainebleau, ce qui fait penser qu'il était mort à cette date. François-Joseph Fétis, qui a vécu à cette époque à Paris, indique comme année de décès 1819, mais cette date n'a pas pu être confirmée.
De son vivant, Tapray est loué par ses contemporains : Jean-Benjamin de La Borde, Alexandre-Étienne Choron et François-Joseph-Marie Fayolle, Grétry, Heinrich Nikolaus Gerber… en tant que « bon compositeur », organiste renommé et excellent pédagogue. Ses œuvres sont alors régulièrement citées dans les périodiques (Mercure de France, Journal de Paris, L'Avant Coureur…), accompagnées souvent d'un commentaire élogieux. Selon Catherine Gas-Ghidina, « ses œuvres accordent la primauté à l'expression, à l'émotion, corrélatives des exigences prônées par le « bon goût ». Tout à tour méditative, expressive, émouvante, tourmentée, voir dramatisée, humoristique, malicieuse, la mélodie tapayrienne, en perpétuelle évolution, illustre la sensibilité profonde de son créateur. »

## Œuvre

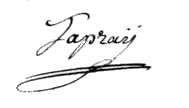
Signature de Tapray (1773).

Jean-François Tapray laisse une trentaine d'opus et quelques manuscrits, une dizaine d'ariettes publiées dans le Journal hebdomadaire, quelques ouvertures et des arrangements d'arias célèbres pour clavier d'après Monsigny, Grétry, Paisiello…
Ces œuvres s'inscrivent dans la période du passage du clavecin au pianoforte, entre 1770 et 1800. Dans certaines de ses œuvres, le compositeur emploie simultanément les deux instruments en opposition. Les sonates pour piano sont, comme c'est fréquemment l'usage au XVIIIe siècle, accompagnées d'un violon ou d'un violoncelle, alors que l'instrument à clavier prend en charge la part mélodique. 

### Opus
- Op. 1 - 6 concerti pour clavecin ou orgue, 3 violons et violoncelle obligati (Bayard, 1758), lire en ligne sur Gallica composés pour son frère Henri-Philibert.
- Op. 1 - 6 sonates pour clavecin et violon ad libitum (1770), lire en ligne sur Gallica.
- Op. 2 - 3 sonates pour clavecin et violon ad libitum (1770).
- Op. 3 - Concerto pour clavecin et orchestre (1771).
- Op. 4 - 4 sonates pour clavecin ou pianoforte (1773, nos 1-3 avec instruments obligés), lire en ligne sur Gallica.
- Op. 5 - 4 Sonates en trio pour clavecin, violon et Viola (1776), lire en ligne sur Gallica.
- Op. 6 - 3 Sonates en trio pour clavecin ou pianoforte, violon et alto (1777), lire en ligne sur Gallica.
- Op. 7 - 3 sonates pour clavecin, violon et basse (de Roullède, 1778), lire en ligne sur Gallica.
- Op. 8 - Symphonie concertante pour clavecin, pianoforte et orchestre (1778), lire en ligne sur Gallica.
- Op. 9 - Symphonie concertante pour clavecin, pianoforte, violon et orchestre (1778), lire en ligne sur Gallica.
- Op. 10 - 6 sonates pour clavecin et violon (1779), lire en ligne sur Gallica.
- Op. 11 - 3 sonates pour clavecin ou pianoforte (Le Duc, 1780), lire en ligne sur Gallica.
- Op. 12 - Symphonie pour clavecin et orchestre (1780), lire en ligne sur Gallica.
- Op. 13 - Symphonie concertante pour clavecin, pianoforte et orchestre (1783), lire en ligne sur Gallica.
- Op. 15 - Symphonie concertante pour clavecin, pianoforte et orchestre ad libitum (de Roullede, 1783), lire en ligne sur Gallica.
- Op. 16 - 3 sonates pour clavecin ou pianoforte et 2 violons et un alto ad libitum (1784), lire en ligne sur Gallica.
- Op. 17 - 6 sonates pour pianoforte (1784).
- Op. 18 - 2 quartettes pour clavecin ou pianoforte, clarinette ou violon, alto, basson ou violoncelle (Le Duc, 1784), lire en ligne sur Gallica.
- Op. 19 - Quatuor concertant pour clavecin ou pianoforte, flûte ou violon, alto, basson ou violoncelle (Boyer, 1784) lire en ligne sur Gallica.
- Op. 20 - Quatuor concertant pour le clavecin ou le forte-piano, flûte, alto et basson (Boyer, 1784), lire en ligne sur Gallica.
- Op. 21 - 2 symphonies pour clavecin et orchestre (Le Duc, 1784).
- Op. 22 - 3 sonates pour clavecin ou pianoforte (1785).
- Op. 23 - 2 sonates pour clavecin ou pianoforte, violon et violoncelle obligés (Bonjour, 1788), lire en ligne sur Gallica.
- Op. 24 - 3 sonates pour clavecin ou pianoforte et violon ad libitum (Bonjour, 1788), lire en ligne sur Gallica.
- Op. 25 - 6 Sonates très faciles pour clavecin et violon ad libitum (1789), lire en ligne sur Gallica.
- Op. 28 - 3 sonates pour pianoforte.
- Op. 29 - Sonate pour pianoforte à quatre mains (1799).

### Autres
- Les Sauvages avec des variations pour le clavecin (de Roullede, 1770) thème de Rameau, lire en ligne sur Gallica.
- Ouverture de Zémire et Azor, de la Rosière, ariette de la dernière pièce en simphonie pour le clavecin avec un violon ad libitum… (de Roullède, c.1780) d'après André Grétry, lire en ligne sur Gallica.
- Ouverture des « Deux avares » en simphonie pour le forte piano ou le clavecin : avec accompagnement de 2 violons & basse ad libitum, lire en ligne sur Gallica.

### Pédagogique
- Premier éléments du clavecin ou de piano avec observations préliminaires  pour apprendre à se placer et poser les mains sur le clavier. Des leçons pour former les doigts à différens exercices. Des études mesurées pour accoutumer à la lecture des deux parties ensemble suivies de douze pièces d'une difficulté graduelle… (Bonjour, 1789). lire en ligne sur Gallica.
- Douze pièces d'une difficulté graduelle pour le clavecin ou le piano… suite de l'œuvre 25e (Bonjour, 1789), lire en ligne sur Gallica.

## Partitions modernes
Aux Éditions du Centre de musique baroque de Versailles
- Concerto per cembalo o per l'organo, op. I, no 1[7].
- Concerto per cembalo o per l'organo, op. I, no 3[8].
- Quatuor pour le clavecin, op. XVIII, no 1[9].
- Quatuor pour le clavecin, op. XVIII, no 2[10].
- Sonate pour pianoforte à 4 mains[11].

## Discographie
- Symphonie pour le clavecin avec orchestre en sol majeur op. 12 - Hubert Schoonbroodt, clavecin ; Orchestre de chambre Cartigny, dir. Gérard Cartigny (1968, Le clavecin  Koch Schwann 3-1342-2) (OCLC 35372746).
- 7 Sonates pour pianoforte et cordes, op. 4 et 24 - Patrick Bismuth et Nicole Tamestit, violins ; David Simpson, violoncelle ; Pascale Bonnier, clavecin (1996, ADIAM / Adda 590060) (OCLC 35557161).
- Œuvres concertantes avec clavier - Béatrice Berstel, clavecin ; Académie royale de musique de Paris (1-5 octobre 1996, Coll. « Mémoire musicale de la Lorraine » K617 K617073) (OCLC 658925798).
- Six concertos pour orgue - l'Ensemble baroque de Nice, dir. Gilbert Bezzina ; Dominique Ferran, orgue (1997, Coll. « Mémoire musicale de la Lorraine » K617 K617079).
- 7 Sonates pour pianoforte : op. 1 nos 1 et 2, op. 2 nos 1 et 2, op. 11 no 2, op. 24 no 3 et op. 28 no 2 - Sylvie Pécot-Douatte, piano Erard de 1829 (2002, Calliope CAL 9288).
- Compositeurs de l'ombre au siècle des Lumières, « Les Sauvages et quatre variations » - Catherine Zimmer, clavecin (2006,  Coriolan GPP).